# Iman Salimi
Iman Salimi (tiếng Ba Tư: ایمان سلیمی; sinh ngày 1 tháng 6 năm 1996) là một cầu thủ bóng đá người Iran thi đấu ở vị trí hậu vệ cho câu lạc bộ ở for the Primeira Liga Braga.